# Els altres catalans
Els altres catalans és un estudi periodístic i social de Francesc Candel sobre els immigrants. Editat per Edicions 62, es va publicar per primera vegada el 1964 i es va posar a la venda la Diada de Sant Jordi, amb una tirada inicial de 1.500 exemplars. Va ser el títol més venut d'aquell Sant Jordi i en pocs dies es va exhaurir la primera edició. En tres setmanes se'n van vendre 30.000 exemplars.

## Història
La publicació d'Els altres catalans havia estat autoritzada definitivament el març de 1964, un cop comprovat que les 31 pàgines censurades per la Secció d'Orientació Bibliogràfica del Ministeri d'Informació i Turisme havien estat retocades o directament eliminades. El llibre va ser editat primer en català, amb la traducció de Ramon Folch i Camarasa, que va saber conservar el peculiar estil de l'autor. La versió castellana es va publicar poc després. Al mateix any van ser publicades 5 edicions més i l'any següent, 3 més.
L'obra té el seu origen en l'article, «Los otros catalanes», escrit en castellà el 1958 per a un número extraordinari dedicat a Catalunya de la revista La Jirafa («Homenaje a Catalunya», Barcelona, 1958). Es tractava d'un petit reportatge que plantejava el dilema català/castellà i autòctons/immigrants. Criticava els «murcians» que no es volien adaptar, els catalans que menyspreaven els treballadors castellans, i la tibantor dels catalanoparlants inicials que parlaven un castellà amb més o menys afectació.
Arran de la lectura de l'article, Jordi Pujol va manifestar el desig de conèixer Francesc Candel i Josep Benet va suggerir als responsables d'Edicions 62 que demanessin a l'autor de fer-ne un llibre. Max Cahner el va convèncer i Candel va acceptar d'escriure'l, però no amb el nom de Nosaltres, els immigrants com li demanava l'editorial recordant l'èxit de Nosaltres, els valencians, de Joan Fuster. Amb pocs recursos per acabar-lo, Joan Reventós i Jordi Pujol el van ajudar econòmicament i materialment. D'aquí va néixer l'amistat entre Pujol i Candel.
Després de 16 reimpressions, el novembre de 2008, en el primer aniversari de la mort de l'autor, Edicions 62 va publicar per primera vegada la versió íntegra d'Els altres catalans. En la línia d'aquesta publicació, Candel també va escriure altres obres sobre el mateix tema: Encara més sobre els altres catalans (1973), Els altres catalans vint anys després (1985) i Els altres catalans del segle XXI (2001), amb la col·laboració de Josep Maria Cuenca. L'any 2025 amb motiu de la celebració del centenari del naixement de Paco Candel, Edicions 62 publicà una nova edició del llibre amb l'edició no censurada fixada per Jordi Amat el 2008, i que comptaria amb la presentació de Najat El Hachmi i el pròleg de l'historiador Marc Andreu.

## Anàlisi
Els altres catalans és l'obra més coneguda de Francesc Candel. A mig camí entre el reportatge i l'assaig, analitzava el paper de la immigració a Catalunya i va obrir a l'autor les portes del periodisme a la revista Destino. L'autor explicava la seva experiència i parlava obertament dels sentiments dels immigrants. Reivindicava la catalanitat dels immigrants i a la vegada els demanava que no deixessin d'identificar-se amb el seu lloc d'origen. Pregonava que els nous catalans havien de contribuir a la construcció del futur de la societat catalana en lloc de destruir-la o mantenir-se'n aïllats i demanava, també, respecte als immigrants, denominats despectivament, per alguns, xarnegos.
Els altres catalans va marcar una fita en la reflexió sobre la configuració social de Barcelona que estava en transformació pel creixement econòmic i l'arribada massiva d'immigrants andalusos, murcians, gallecs i extremenys. Els nouvinguts s'instal·laven a Can Tunis, Verdum o la Trinitat, barris de la perifèria de la ciutat i aïllats de la població autòctona.
L'obra relatava una realitat quotidiana desconeguda que les estadístiques no feien aflorar. L'autor es va basar en moltes entrevistes i va defensar la integració com a única sortida possible per capgirar la marginació socioeconòmica en què es trobaven els immigrants, perquè més enllà de les rivalitats i incomprensions que es donen en els contactes entre comunitats, els catalans d'origen i els nous es necessitaven mútuament. Candel apostava per evitar que les dues comunitats es tanquessin en elles mateixes creient, els uns, que Catalunya no ha de canviar de cap manera la seva fisonomia i, els altres, que Catalunya acaba on ells viuen.
El principal valor d'Els altres catalans va ser oferir una mirada crítica des dels ulls d'un immigrant. Aquest fet destacable ha provocat la minimització, a vegades, d'altres mèrits importants del llibre, com és l'estil desdramatitzador i planer que utilitzava, i que partint de la seva pròpia experiència li va permetre fer un sensible apropament humanístic a l'immigrant.